# أرنولد موهرن
أرنولد موهرن (بالهولندية: Arnold Mühren)‏ ، من مواليد 2 يونيو 1951 ، لاعب كرة قدم هولندي سابق.
لعب مع منتخب هولندا لكرة القدم.

## روابط خارجية
- أرنولد موهرن على موقع الاتحاد الدولي (مؤرشف)  (الإنجليزية)
- أرنولد موهرن على موقع الاتحاد الأوربي (الإنجليزية)
- أرنولد موهرن على موقع قاعدة بيانات كرة القدم.إي يو (الإنجليزية)
- أرنولد موهرن على موقع ناشيونال فوتبول تيمز (الإنجليزية)
- أرنولد موهرن على موقع عالم كرة القدم.نت (الإنجليزية)